# Văn Lang

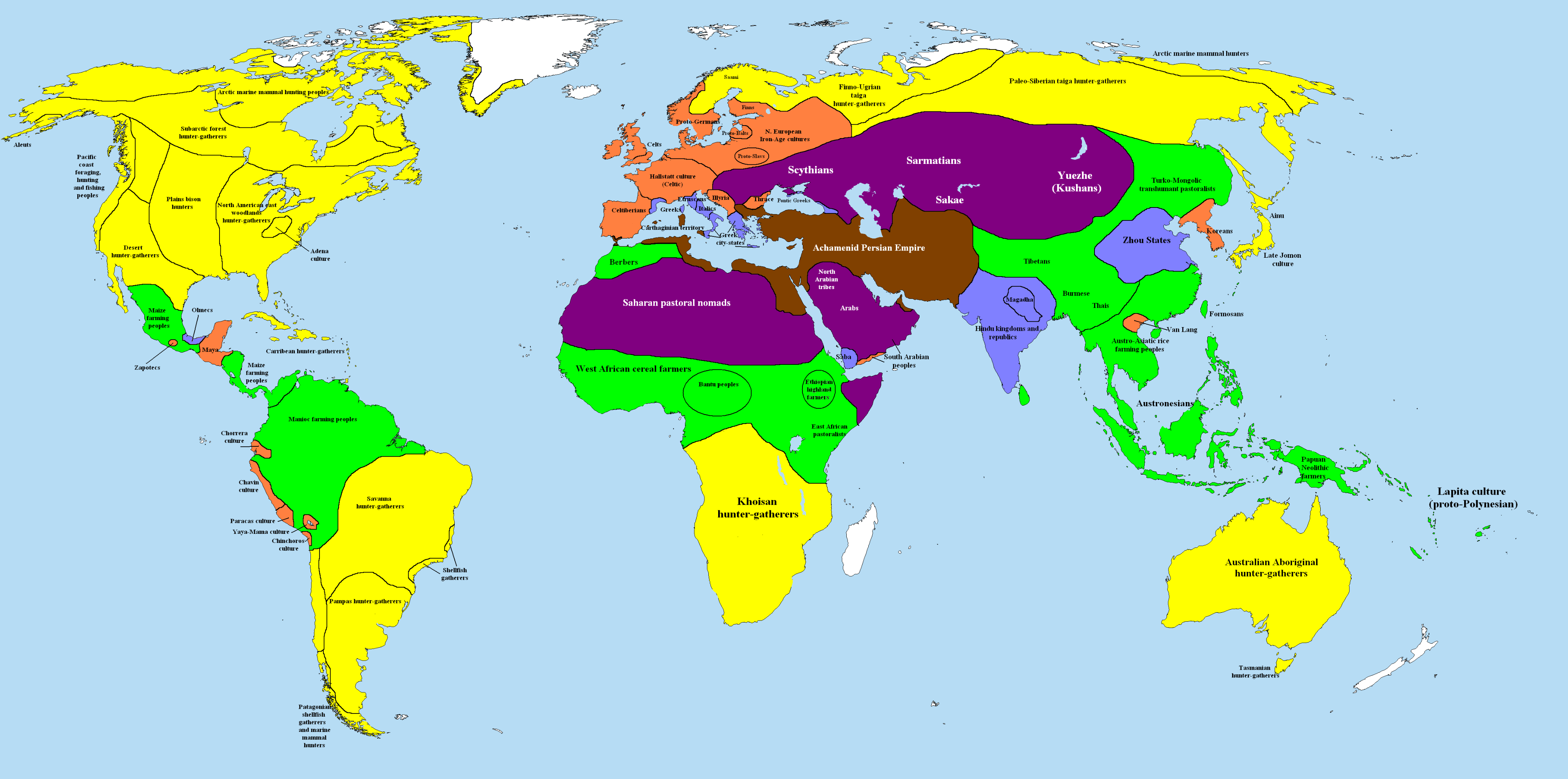
Locatie van Văn Lang in 500 v.Chr..

Het koninkrijk Văn Lang is een historisch land in Zuidoost-Azië. Het land lag waar tegenwoordig het noorden van Vietnam ligt. Het land werd gesticht in 2879 v.Chr. door de Hồng Bàng dynastie. Het land heeft bestaan tot 258 v.Chr.
De hoofdstad van het land was Phong Châu. Dit gebied ligt tegenwoordig in de provincie Phú Thọ. Het koninkrijk had 15 regio's.